# Pomnik wielorybników
Pomnik wielorybników (Hvalfangstmonumentet) – figura autorstwa norweskiego rzeźbiarza Knuta Steena, której budowa trwała 7 lat od 1953 do 1960 roku i jest najbardziej rozpoznawalnym dziełem artysty. Pomnik znajduje się w porcie mieście Sandefjord w okręgu Vestfold og Telemark w Norwegii południowej.
Monument jest częścią Muzeum Wielorybnictwa w Sandefjordzie. Miasto od setek lat związane jest z połowem wielorybów i kultura w tym miejscu bazuje głównie na historycznym tle tych wydarzeń.
Rzeźba przedstawia scenę połowu wieloryba przez wielorybników. Ich łódź jest uniesiona na płetwie morskiego ssaka. Cztery postacie trzymają w rękach wiosła oraz harpuny gotowe do ataku na zwierzę. U podnóża budowli znajdują się tryskające wodą fontanny imitujące wzburzone morze.
Pomnik jest wykonany z brązu, waży ponad 28 ton i jego konstrukcja znajduje się na ruchomym podeście na kształt róży wiatrów, przez co pomnik się obraca. W basenie fontann jest umiejscowionych 128 reflektorów oświetlających konstrukcję. W prace nad budową zaangażowanych było 2800 miejscowych robotników.
Projekt sfinansował Lars Christensen, magnat wielorybniczy, który czynnie wspierał rozwój Muzeum Sandefjord.